# Animoca Brands
Animoca Brands è una società di software di gioco con sede a Hong Kong e società di venture capital fondata nel 2014 da Yat Siu. L'azienda sviluppa e distribuisce giochi e applicazioni free-to-play per PC e mobile basati sui non-fungible token, alcuni su licenza di brand noti.
Animoca ha $ 2,2 miliardi di avviamento.

## Giochi[3]
- Torque Burnout
- Torque Drift
- Benji Bananas
- Siegecraft Commanders
- Crazy Defense Heroes
- Base One
- Crazy Kings
- Power Rangers: Legacy Wars
- Power Rangers: Battle for the Grid
- WWE® Undefeated
- Battlepalooza
- Gunscape
- Projection: First Light
- The Addams Family Mystery Mansion
- Gamee
- Quidd